# Karbala (film)
Karbala – polsko-bułgarski dramat wojenny z 2015 roku w reżyserii Krzysztofa Łukaszewicza, przedstawiający autentyczne wydarzenia obrony ratusza w Karbali przez polskie i bułgarskie siły stabilizacyjne podczas szyickiej rebelii w Iraku w 2004 roku.
Premiera filmu odbyła się 11 września 2015. Powstał również czteroodcinkowy miniserial, którego premiera odbyła się w TVP1 w dniach 5 i 6 czerwca 2023 roku.

## Fabuła

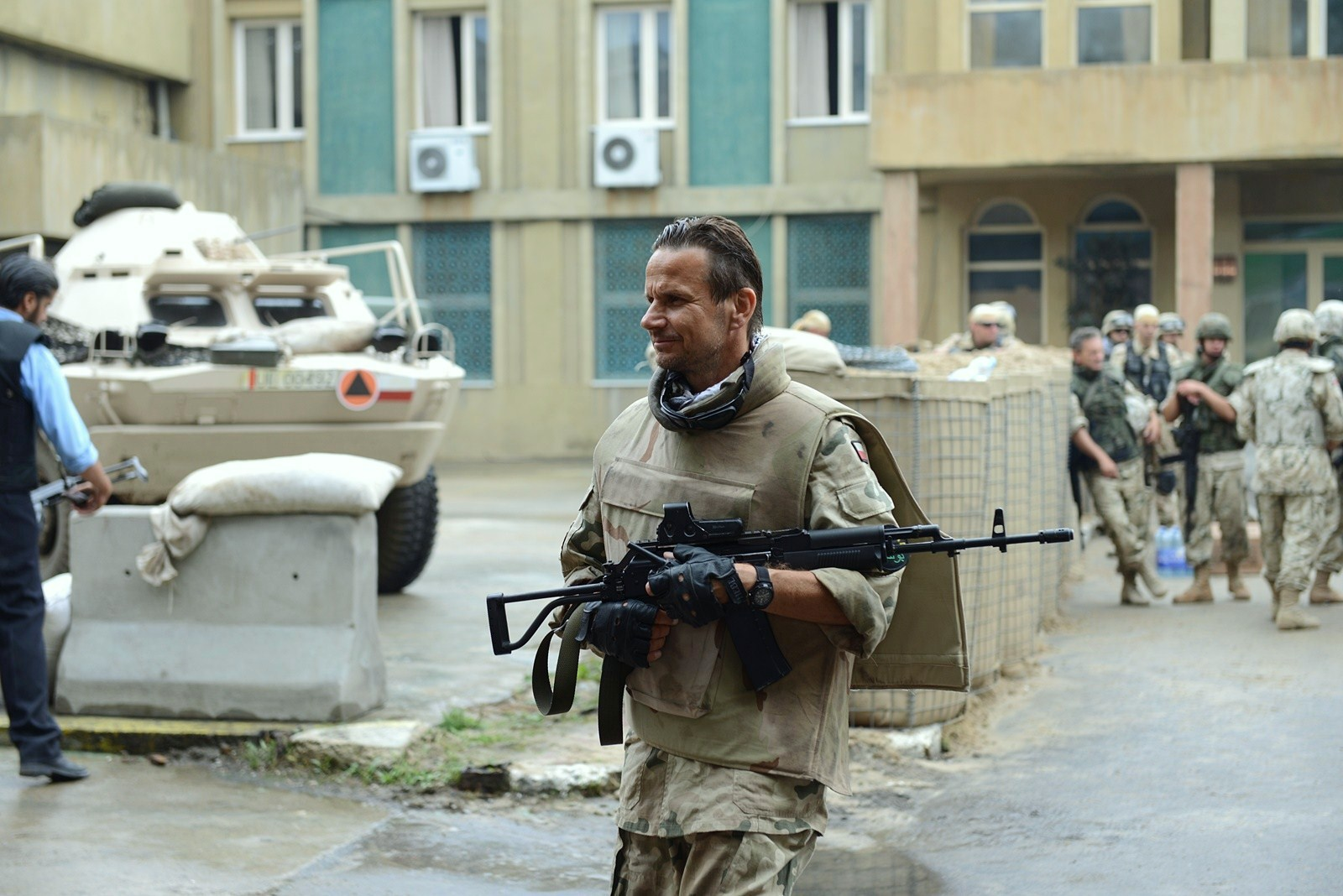
Bartłomiej Topa na planie filmu

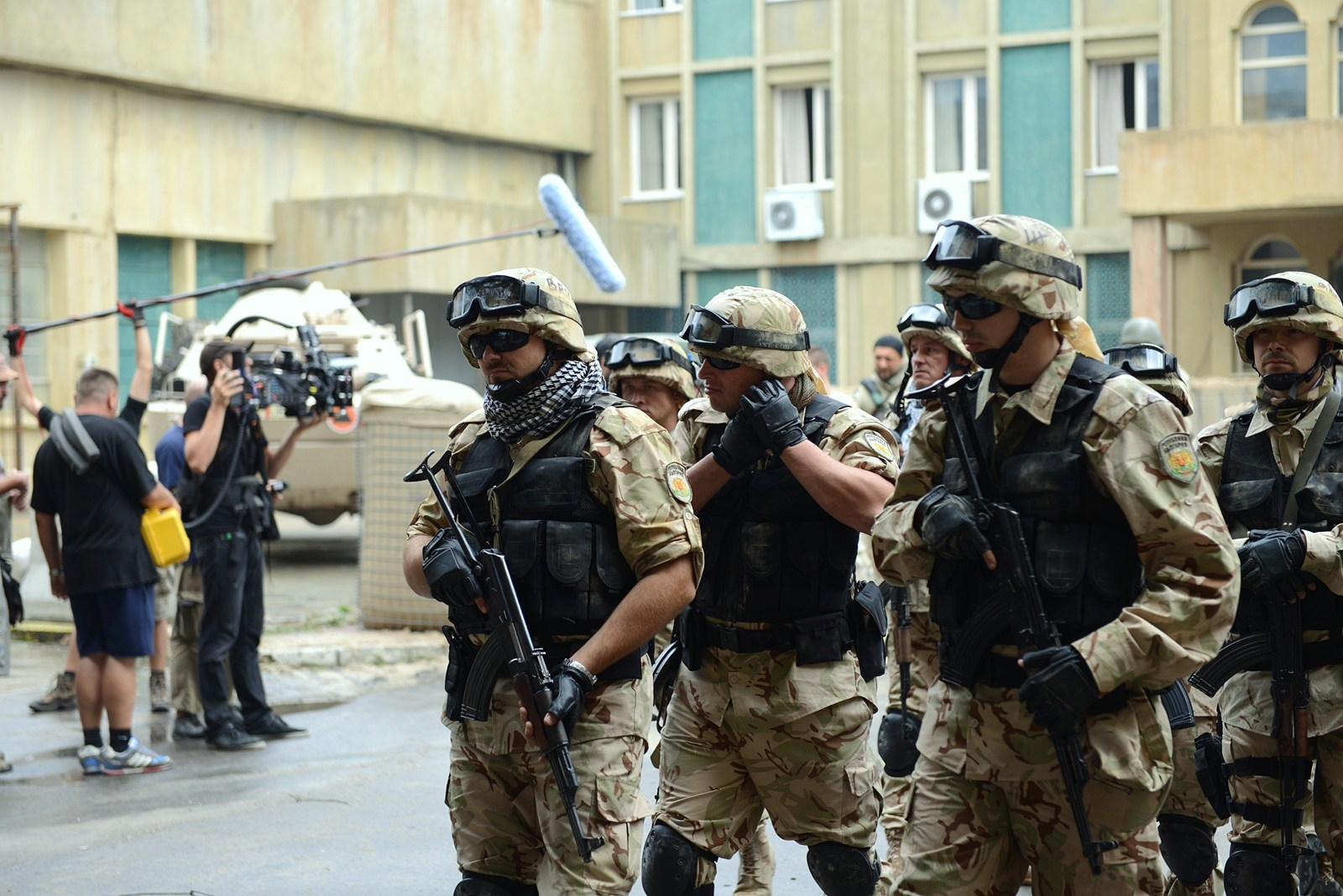
Na planie

W filmie przedstawiony jest epizod z drugiej wojny w Zatoce Perskiej (2003–2011), w którym wzięli udział żołnierze z Polskiego Kontyngentu Wojskowego wchodzącego w skład Wielonarodowej Dywizji Centrum-Południe. Akcja ma miejsce w Karbali, ponad półmilionowym mieście w środkowym Iraku. W czasie, gdy do miasta przybyło około miliona szyickich pielgrzymów celebrujących święto Aszura, dochodzi do zamachów, które poprzedzają atak na strategiczny ratusz – siedzibę lokalnych władz i policji. Polsko-bułgarska formacja przez cztery dni toczy walki z przeważającymi liczebnie napastnikami. Film ujawnia kulisy polskiej misji w Iraku. Wojna to nie tylko walka z wrogiem, ale przede wszystkim z własnym strachem.
Pierwowzorem postaci kapitana Kalickiego był kpt. Grzegorz Kaliciak, dowódca kompanii rozpoznawczej i kierujący obroną w bitwie o City Hall.

## Produkcja
Zdjęcia do filmu były kręcone w Opolu, Komprachcicach, gminie Prószków (kopalnia margla wapiennego „Folwark”), Warszawie (Fabryka Samochodów Osobowych), Leźnicy Wielkiej, Piechcinie (zalane kamieniołomy), Kurdystanie i Jordanii (Madaba, Amman).

## Obsada[9]
- Bartłomiej Topa – kapitan Kalicki
- Christo Szopow – kapitan Getow
- Antoni Królikowski – sanitariusz
- Michał Żurawski – sierżant Waszczuk „Starszy”
- Leszek Lichota – kapral Maleńczuk
- Tomasz Schuchardt – porucznik Sobański
- Zbigniew Stryj – generał Dąbek
- Atheer Adel – Farid
- Aleksandyr Nikołow – Sirakow
- Piotr Żurawski – Waszczuk „Młody”
- Piotr Głowacki – Galica
- Krzysztof Dracz – oficer prokuratury Antczak
- Fatima Yazdani – córka Farida